# Župnija Velenje – Sveta Marija
Župnija Velenje – Sveta Marija je rimskokatoliška teritorialna župnija dekanije Šaleška dolina škofije Celje.
Do 7. aprila 2006, ko je bila ustanovljena škofija Celje, je bila župnija del Savinjsko-šaleškega naddekanata škofije Maribor.